# Лозовенківська волость
Лозовенківська волость — адміністративно-територіальна одиниця Зміївського повіту Харківської губернії.
Найбільші поселення волості станом на 1914 рік:
- село Лозовенька — 5610 мешканців.